# کوشارم (یوتا)
کوشارم (به انگلیسی: Koosharem) شهری در ایالت یوتا کشور ایالات متحده آمریکا است که جمعیت آن در سرشماری سال ۲۰۱۰ میلادی، ۳۲۷ نفر بوده‌است.